# Người Ba Lan
Người Ba Lan (tiếng Ba Lan: Polacy, [pɔˈlat͡sɨ]; nam giới gọi là Polak, nữ  giới gọi là Polka) là một nhóm dân tộc gốc Tây Slav bản địa của Trung Âu chủ yếu ở Ba Lan, cũng như ở những quốc gia châu Âu và Mỹ khác.
Hiến pháp Ba Lan quy định, quốc gia Ba Lan bao gồm tất cả những người mang quốc tịch Ba Lan. Những cư dân của Ba Lan sống trong các vùng lịch sử sau của quốc gia này: Wielkopolska, Małopolska, Mazovia, Silesia (tiếng Ba Lan: Śląsk), Pomerania (tiếng Ba Lan: Pomorze), Kujawy, Warmia, Mazury, và Podlasie. Một bộ phận lớn người Ba Lan lưu vong sống khắp châu Âu (Đức, Pháp, Vương quốc Anh, Nga, Belarus, Litva và Ukraina), châu Mỹ (Hoa Kỳ, Brasil và Argentina) và Úc. Năm 1960, Chicago ở Hoa Kỳ có một cộng đồng dân cư Ba Lan lớn nhất thế giới sau Warszawa. Ngày nay, khu vực tập trung đông người Ba Lan là Katowice hay còn gọi là Silesian Metropolis với 2,7 triệu dân.

## Thống kê

Quốc kỳ Ba Lan, có gắn quốc huy đại bàng, được sử dụng bởi các cơ quan chính phủ và cơ quan ngoại giao.

Người Ba Lan là cộng đồng quốc gia lớn thứ 6 trong Liên minh châu Âu. Theo ước tính của nhiều nguồn khác nhau, tổng số người Ba Lan trên khắp thế giới vào khoảng 60 triệu (với gần 21 triệu sống ngoài Ba Lan, nhiều người trong số họ không phải gốc Ba Lan nhưng có quốc tịch Ba Lan). Có gần 38 triệu người Ba Lan sống tại Ba Lan. Cũng có những cộng đồng Ba Lan thiểu số sống trong các quốc gia xung quanh như Đức và người thiểu số sống ở Cộng hòa Séc, Litva, Ukraina, và Belarus. Cũng có một số ít người thiểu số sống ở các quốc gia lân cận khác như Moldova và Latvia. Một số ít sống ở Nga gồm người Ba Lan thiểu số và những người bộc phải rời khỏi đất nước trong chiến tranh thế giới thứ 2; tổng số người Ba Lan trước đây thuộc Liên Xô vào khoảng 3 triệu.

## Dân số
Dân số người Ba Lan ở Ba Lan được ước tính là 37.394.000 trong tổng dân số 38.538.000 (dựa trên điều tra dân số năm 2011). Một cộng đồng người gốc Ba Lan (Polonia) sống trên phạm vi rộng khắp châu Âu, châu Mỹ và ở Australasia. 
Ngày nay, các khu đô thị lớn nhất của người Ba Lan nằm trong các khu vực đô thị Warsaw và Silesia.

## Dân tộc Ba Lan
Người dân tộc Ba Lan được coi là hậu duệ của người Lechites Tây Slav cổ đại và các bộ lạc khác sinh sống trên lãnh thổ Ba Lan vào cuối thời cổ đại. Lịch sử được ghi lại của Ba Lan có từ hơn một nghìn năm trước(930–960 sau Công Nguyên), khi người Tây Ba Lan - một bộ tộc có ảnh hưởng ở vùng Đại Ba Lan - thống nhất nhiều thị tộc Lechitic khác nhau dưới triều đại Piast, tạo ra nhà nước Ba Lan đầu tiên. 
Việc Cơ đốc giáo hóa Ba Lan tiếp theo vào năm 966 CN, đánh dấu sự xuất hiện của Ba Lan với cộng đồng Kitô giáo phương Tây. Tuy nhiên, trong suốt quá trình tồn tại của mình, nhà nước Ba Lan đã tuân theo một chính sách khoan dung đối với các nhóm thiểu số dẫn đến nhiều bản sắc dân tộc và tôn giáo của người Ba Lan, chẳng hạn như người Do Thái Ba Lan.

## Những nhân vật nổi bật
Người Ba Lan đã có những đóng góp quan trọng cho thế giới trong mọi lĩnh vực chính trong số đó có Copernicus, Marie Curie, Joseph Conrad, Fryderyk Chopin và Giáo hoàng John Paul II. 
Những người Ba Lan ở hải ngoại - bởi những thăng trầm lịch sử - bao gồm nhà vật lý Joseph Rotblat, nhà toán học Stanisław Ulam, nghệ sĩ dương cầm Arthur Rubinstein, nữ diễn viên Pola Negri, các nhà lãnh đạo quân sự Tadeusz Kościuszko và Casimir Pulaski, Cố vấn An ninh Quốc gia Hoa Kỳ Zbigkiniew Brzezinskiniew, họa sĩ Tamara de Lempicka, các nhà làm phim Samuel Goldwyn và Warner Brothers.